# Onfalo

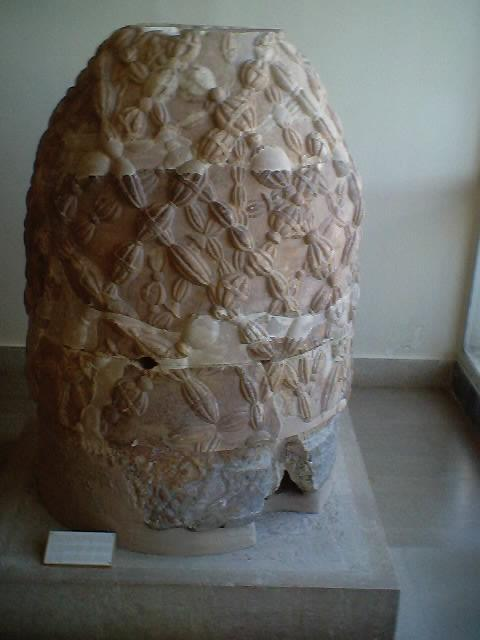
L'onfalo di Delfi

Col termine ònfalo  (in greco ὀμφαλός omphalòs, ossia "ombelico") nell'antichità si indicava una pietra o un oggetto dal valore religioso. Nell'antica Grecia la pietra scolpita era situata a Delfi, nel Tempio di Apollo, da cui la Pizia diffondeva i suoi vaticini. Nel museo di Delfi si conserva una copia marmorea della pietra, raffigurata coperta da cordoni intrecciati. 

## Il mito

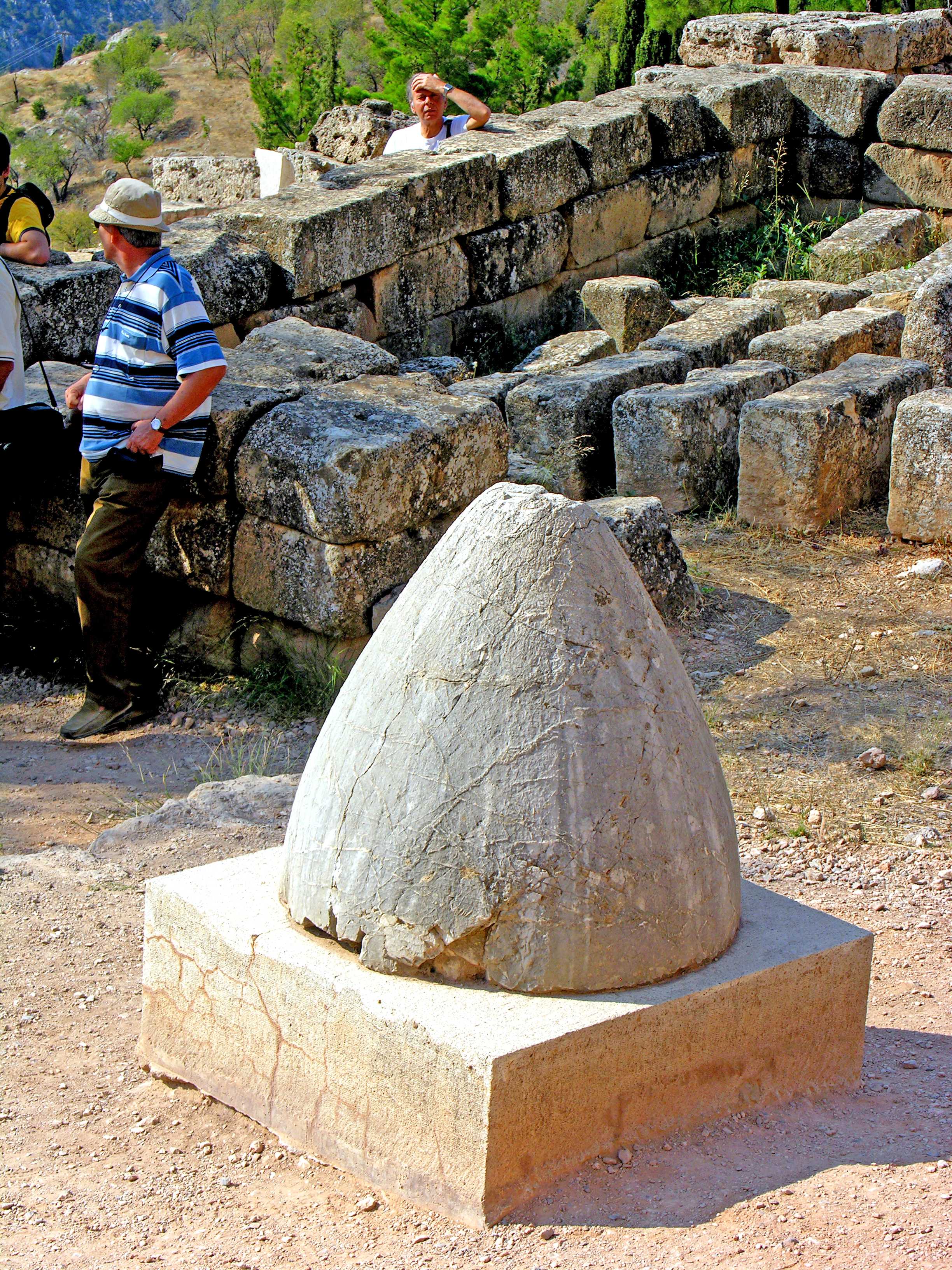
L'onfalo di Delfi

Il tempio di Apollo delfico era il più importante di tutto il mondo greco e l'onfalo indicava che Delfi, col suo santuario, era il centro del mondo, il suo ombelico. Secondo il mito Zeus, per determinare il centro del mondo, aveva liberato due aquile che erano volate in direzioni opposte e si erano ritrovate a Delfi.
Inoltre, con lo stesso termine ci si riferiva anche al masso che Rea fece ingoiare a Crono al posto del figlio Zeus e che venne rigettato dallo stesso Crono. Ciò avvenne quando Zeus nell'intento di liberare i fratelli ingoiati dal padre, nel timore d'essere spodestato, secondo il mito, gli fece bere con l'inganno un veleno che fece vomitare a Crono dapprima la pietra, ingoiata al posto di Zeus in fasce, per poi liberare le altre divinità.